# Paul Bravo
Paul Bravo (ur. 19 czerwca 1968 w Campbell) – amerykański piłkarz, grający podczas kariery na pozycji pomocnika lub napastnika. Obecnie trener piłkarski.

## Kariera klubowa
W 1989 roku Paul Bravo ukończył Santa Clara University. Podczas studiów występował w szkolnej drużynie w rozgrywkach uniwersyteckich. W 1994 grając w klubie San Francisco Greek-Americans zdobył Puchar USA.
W 1995 roku Bravo przeszedł do klubu Monterey Bay Jaguars, grającego w USISL Pro League. W 1996 roku został zawodnikiem występującego w nowo utworzonych rozgrywkach Major League Soccer – San Jose Clash. W 1997 przeszedł do klubu Colorado Rapids, w którym grał do końca kariery w 2001. Łącznie w latach 1996-2001 w MLS rozegrał 166 meczów, których strzelił 52 bramki.
| Sezon | Klub                 | Kraj              | Rozgrywki           | Mecze | Bramki |
| ----- | -------------------- | ----------------- | ------------------- | ----- | ------ |
| 1995  | Monterey Bay Jaguars | Stany Zjednoczone | USISL Pro League    | 19    | 19     |
| 1996  | San Jose Clash       | Stany Zjednoczone | Major League Soccer | 31    | 13     |
| 1997  | Colorado Rapids      | Stany Zjednoczone | Major League Soccer | 30    | 8      |
| 1998  | Colorado Rapids      | Stany Zjednoczone | Major League Soccer | 30    | 11     |
| 1999  | Colorado Rapids      | Stany Zjednoczone | Major League Soccer | 25    | 7      |
| 2000  | Colorado Rapids      | Stany Zjednoczone | Major League Soccer | 27    | 7      |
| 2001  | Colorado Rapids      | Stany Zjednoczone | Major League Soccer | 25    | 6      |

## Kariera reprezentacyjna
W reprezentacji Stanów Zjednoczonych Bravo zadebiutował 11 grudnia 1994 roku w meczu z Hondurasem.
W 1999 roku Williams uczestniczył w Pucharze Konfederacji 1999, na którym USA zajęło 3. miejsce. Na turnieju w Meksyku Bravo wystąpił w dwóch meczach z Niemcami i meczu o trzecie miejsce z Arabią Saudyjską. W ten drugi mecz był zarazem ostatnim Bravo w reprezentacji. W 27 min. meczu strzelił swoją jedyną bramkę w reprezentacji. Łącznie w latach 1994-1999 wystąpił w reprezentacji 4 razy i strzelił 1 bramkę.

## Kariera trenerska
Po zakończeniu kariery piłkarskiej Bravo został trenerem. W latach 2003–2004 pełnił funkcję asystenta trenera w Colorado Rapids, a w latach 2006-2008 w Los Angeles Galaxy. Od 2009 jest dyrektorem technicznym w Colorado Rapids.